# Ramazan Tunç
Ramazan Tunç est un ancien footballeur turc né le 17 septembre 1975 à Gümüşhane.

## Carrière
| saison  | club           | pays    |
| ------- | -------------- | ------- |
| 1996-97 | MKE Ankaragücü | Turquie |
| 1997-98 | Gaziantepspor  | Turquie |
| 1998-99 | Gaziantepspor  | Turquie |
| 1999-00 | Gaziantepspor  | Turquie |
| 2000-01 | Gaziantepspor  | Turquie |
| 2001-02 | Gaziantepspor  | Turquie |
| 2002-03 | Diyarbakirspor | Turquie |
| 2003-04 | Diyarbakirspor | Turquie |
| 2004-05 | Ankaraspor     | Turquie |
| 2005-06 | Ankaraspor     | Turquie |
| 2006-07 | Ankaraspor     | Turquie |